# تپه بین کمر ۳
تپه بین کمر ۳ مربوط به هزاره اول قبل از میلاد است و در شهرستان مانه و سملقان، بخش مانه، دهستان اترک، ۲ کیلومتری جنوب غرب روستای محمدآباد واقع شده و این اثر در تاریخ ۱۸ شهریور ۱۳۸۷ با شمارهٔ ثبت ۲۳۲۵۶ به‌عنوان یکی از آثار ملی ایران به ثبت رسیده است.